# Peristasis

Peristasis – vnější řada sloupů, která tvoří obvod periptera.

Peristasis je obvod antického chrámu vytvořený z řady sloupů, která v určité vzdálenosti zcela obklopuje cellu periptera. Kolem celly tak vzniká ochoz, (pteron), kolonáda, kterou mohou procházet kultovní procesí.
Když však sloupový obvod obklopuje nádvoří nebo zahradu, nenazývá se peristasis, ale peristyl.